# كيفن فونغ
كيفن فونغ (بالإنجليزية: Kevin Fong)‏ هو مقدم تلفزيوني ومحاضر بريطاني، ولد في 21 مايو 1971 في London Borough of Brent ‏ في المملكة المتحدة.

## وصلات خارجية
- كيفن فونغ على موقع IMDb (الإنجليزية)
- كيفن فونغ على موقع ميوزك برينز (الإنجليزية)